# Кастаньеда, Джон
Джон Александр Кастаньеда Ангуло (исп. Jhon Alexander Castañeda Angulo; род. 19 февраля 1992, Богота) — колумбийский легкоатлет, специалист по спортивной ходьбе. Выступает за сборную Колумбии по лёгкой атлетике с 2011 года, чемпион Южной Америки, участник летних Олимпийских игр в Токио.

## Биография
Джон Кастаньеда родился 19 февраля 1992 года в Боготе, Колумбия.
Впервые заявил о себе в лёгкой атлетике на международном уровне в сезоне 2011 года, когда вошёл в состав колумбийской национальной сборной и выступил на соревнованиях Grande Prêmio Caixa Unifor de Atletismo в Бразилии, где в ходьбе на 5000 метров установил юниорский рекорд Южной Америки — 20:12,03.
В 2014 году принял участие в чемпионате Южной Америки в Кочабамбе, в ходьбе на 50 км сошёл с дистанции.
В 2015 году в дисциплине 20 км занял 18-е место на Панамериканском кубке по спортивной ходьбе в Арике.
В 2017 году в ходьбе на 20 000 метров выиграл серебряную медаль на чемпионате Южной Америки в Луке, уступив на финише только эквадорцу Маурисио Артеаге.
В 2018 году с результатом 1:30:29 стал четвёртым в ходьбе на 20 км на Южноамериканских играх в Кочабамбе.
В 2019 году в дисциплине 20 000 метров одержал победу на чемпионате Южной Америки в Лиме, тогда как на чемпионате мира в Дохе на дистанции 20 км был дисквалифицирован.
В 2021 году в ходьбе на 20 000 метров выиграл серебряную медаль на чемпионате Южной Америки в Гуаякиле — здесь его превзошёл эквадорец Андрес Чочо. Благодаря высоким позициям в мировых рейтингах удостоился права защищать честь страны на летних Олимпийских играх в Токио — в дисциплине 20 км показал результат 1:26:41, расположившись в итоговом протоколе соревнований на 27-й строке.